# Mats Wahl
Mats Wahl (Malmö, 10 de maio de 1945 – Estocolmo, 14 de agosto de 2025) foi um escritor da Suécia.

## Vida
Wahl passou sua infância em Gotland e em Estocolmo. Ele estudou educação, história literária e antropologia social na Universidade de Estocolmo. Em 1965, ele começou um estágio de professor. Ele escreveu as experiências que teve ao lidar com crianças problemáticas em alguns livros e artigos pedagógicos. Na década de 1980, ele começou a escrever romances para adultos, crianças e jovens. Além de romances históricos e romances para jovens adultos, seu trabalho também inclui livros de não-ficção, roteiros e peças de teatro; só na Suécia, ele publicou 42 livros e 5 peças de teatro.

## Prêmios
- Nils Holgersson-plaketten, Maj Darlin
- Nordiske Börnebogspriset
- Augustpriset,  Vinterviken)
- ABF:s litteraturpris
- Janusz Korczak-priset
- Deutscher Jugendliteraturpreis, Vinterviken
- Kulturpriset Till Adam Brombergs minne (Adamspriset)